# Béndek Péter
Béndek Péter (Pécs, 1968. március 22. –) politikai filozófus, vállalati tanácsadó, szoftverfejlesztő.

## Életútja
Történelem–angol szakon végzett az ELTE-n, a filozófiai tudomány doktora (Ph.D.). Korábban az MTA Politikai Tudományok Intézetének munkatársa, a Pázmány Péter Katolikus Egyetem és az ELTE oktatója. 2000 óta gazdasági tanácsadó, az utóbbi időben leginkább számítógép-tudománnyal és vállalatirányítási szoftverek fejlesztésével foglalkozik. Rendszeresen publikál politikai-filozófiai, politikaelméleti, napi politikai témakörökben, ő az „1000 leütés” című politikai blog szerzője, valamint a Polgári Konzervatív Párt alapító elnöke. Erről a posztról 2016 tavaszán mondott le, de továbbra is az ellenzéki párt tagja maradt. 

## Családja, magánélete
Feleségével és a három közül legkisebb gyermekével Budaörsön él.

## Munkái

### Tudományos cikkek és korai publicisztikák
- Tamás Gáspár Miklós válságpoéziséről (Politikatudományi Szemle, 1999/3. sz., 145–163. o.)
- Az „autoritás” és a jelentés elmélete (Magyar Filozófiai Szemle, 1999/1–3. sz.)
- Az állam a globalizáció és a relativizmus korában Archiválva 2013. augusztus 5-i dátummal a Wayback Machine-ben (Magyar Szemle, 2000/2. sz.)
- Lebegő rémalak integet. A magyar konzervativizmus tizenöt éve (Élet és Irodalom, 2002/44. sz.)
- Röviden az individualizmus ellen Archiválva 2007. október 21-i dátummal a Wayback Machine-ben (Élet és Irodalom, 2003/33. sz.)
- Az állam alapvetően rossz: Béndek Péter filozófussal beszélget Galló Béla (Egyenlítő, 2005/4. sz.)
- Egy modern téma előéletéhez: a politikai szabadság problémája Platón Államában (Századvég, 16. szám)

### Fordítások, szerkesztések, monográfiák
- Gabriel A. Almond – G. Bingham Powel (szerk.): Összehasonlító politológia (Osiris Kiadó, 1996)
- Dual Images: Multiculturalism on Two Sides of the Atlantic; szerk. Béndek P., Kulcsár K., Szabó D., Bp., MTA – Royal Society of Canada, 1996
- Sir Angus Fraser: A cigányok; ford. Béndek Péter, Vereckei Andrea, Zalotay Melinda, magyar vonatkozású jegyz., kieg. Derdák Tibor; Osiris, Bp., 2002 (Osiris könyvtár. Történelem)
- Összehasonlító politológia; szerk. Gabriel A. Almond et al., ford. Béndek Péter, Szalai Éva; 3. átdolg. kiad.; Osiris, Bp., 2006 (Osiris tankönyvek)
- Beyond Lean. A Revised Framework of Leadership and Continuous Improvement. Springer, Cham, 2016.
- Van-e kiút a nemzetből? Kalligram, Bp., 2017